# ألعاب القوى في الألعاب الأولمبية الصيفية 2020 – سباق 100 متر للسيدات
حدث 100 متر للسيدات في الألعاب الأولمبية الصيفية 2020 أقيم في 30 و31 يوليو 2021 في ملعب اليابان الوطني. تنافست 71 رياضية من 55 دولة في الحدث.
حاملة اللقب، إلين ثومبسون، فازت بالحدث في 10.61 ثانية، لتكسر الرقم القياسي الأولمبي الذي دام 33 عامًا لفلورنس غريفيث-جوينر. كان هذا هو ثالث ميدالية ذهبية أولمبية لها. ذهبت الميدالية الفضية إلى الحائزة على الميدالية البرونزية في 2016 والبطلة في 2008 و2012 في هذا الحدث، شيلي آن فريزر، بينما فازت شيريكا جاكسون بالميدالية البرونزية، متممة اجتياح المنصة لجامايكا. كان هامش الفوز 0.13 ثانية. كان لدى الفائزة سادس أسرع وقت رد فعل في النهائي.

## ملخص
في أوائل مايو، أدلت البطلة الأولمبية مرتين شيلي آن فريزر ببيان قاطع بأن مسيرتها لم تنته بعد. بعد ثلاثة عشر عامًا من ميداليتها الذهبية الأولى، حققت أفضل أداء شخصي لها بزمن 10.63، وهو الثاني في كل العصور. فازت بتصفيات الأولمبياد الجامايكية، بينما لم تظهر البطلة الأولمبية المدافعة عن اللقب إلين ثومبسون نفس مستوى الأداء، حيث انتهت كآخر متأهلة في المركز الثالث. في التصفيات الأمريكية، حققت شاكاري ريتشاردسون زمن 10.86 مما كان يمكن أن يمهد لسباق متقارب في طوكيو حتى تم إخراجها من المنافسة بعد اختبار كشف عن تعاطيها قنب هندي.
كشفت التصفيات أن ماري جوزيه تا لو كانت مستعدة للمنافسة، حيث سجلت رقمًا قياسيًا أفريقيًا بلغ 10.78 ثانية لتتصدر الجولة. قادت فريزر برايس الدور نصف النهائي بزمن 10.73 ثانية متفوقةً على تومسون هيرا. كما سجلت تا لو ووصيفة التصفيات الجامايكية شيريكا جاكسون أرقامًا أقل من 10.80 ثانية. كانت داريل نيتا آخر المتأهلات بزمن 10.992 ثانية، بينما أخفقت ميشيل لي آهوي في بلوغ النهائي بفارق ضئيل بعد تسجيلها 10.993 ثانية.
فريزر برايس معروفة ببداياتها السريعة. في النهائي انطلقت بشكل جيد، ولكن طومسون-هيرا انطلقت بسرعة معها. عند 30 مترًا، أخذت طومسون-هيرا الصدارة، مع جاكسون و تا لوو يتنافسان على البرونزية. من هناك انفصلت طومسون-هيرا عن فريزر برايس. انفصلت جاكسون عن تا لوو واقتربت من فريزر برايس. على بعد ثلاثة أمتار من النهاية، رفعت طومسون-هيرا ذراعها اليسرى احتفالاً بالنصر الواضح. كان لدى فريزر برايس تقدم كبير لمنع جاكسون من اللحاق بها لكنها أكملت الفوز لجامايكا، الثلاثي كان .15 أمام المنافسة التالية تا لوو. كان زمن طومسون-هيرا 10.61 ليس فقط نصرًا واضحًا بل كان تحسنا بـ .09 على أفضل زمن شخصي لها. لقد حطمت الرقم القياسي الأولمبي لفلورنس غريفيث جوينر لعام 1988 وربطت ثاني أسرع سباق لها على الإطلاق بينما أزاحت فريزر برايس من المركز الثاني في القائمة التاريخية.
ثومسون-هيرا انضمت إلى وايوميا تيوس، غيل ديفيرز و فراسر-برايس كأول النساء اللواتي يدافعن عن لقبهن في سباق 100 متر. بفوزها بالميدالية الفضية، أصبحت فراسر-برايس أول شخص، رجلًا أم امرأة، يفوز بـ 4 ميداليات أولمبية في حدث الشريط الأزرق لسباق 100 متر.

## خلفية
كانت هذه هي المرة ال22 التي يُقام فيها الحدث، منذ أن تم تقديم ألعاب القوى للسيدات في عام 1928.

## التأهل
A اللجنة الأولمبية الوطنية (NOC) يمكنها تسجيل ما يصل إلى 3 رياضيات مؤهلات في سباق 100 متر للسيدات إذا كانت جميع الرياضيات يستوفين معايير الدخول أو يتأهلن عن طريق التصنيف خلال فترة التأهيل. (الحد الأقصى 3 موجود منذ مؤتمر الأولمبياد 1930.) معيار التأهل هو 11.15 ثانية. تم "وضع هذا المعيار لغرض وحيد وهو تأهيل الرياضيات ذوات الأداء الاستثنائي اللاتي لم يتمكن من التأهل عبر مسار ترتيب الاتحاد الدولي لألعاب القوى." سيتم بعد ذلك استخدام التصنيفات العالمية، بناءً على متوسط أفضل خمسة نتائج للرياضية خلال فترة التأهيل ووفقًا لأهمية اللقاء، لتأهيل الرياضيات حتى يتم الوصول إلى الحد الأقصى 56.
كانت فترة التأهيل في الأصل من 1 مايو 2019 إلى 29 يونيو 2020. بسبب جائحة فيروس كورونا، تم تعليق الفترة من 6 أبريل 2020 إلى 30 نوفمبر 2020، مع تمديد تاريخ الانتهاء إلى 29 يونيو 2021. تم تغيير تاريخ بدء فترة التصنيف العالمي أيضًا من 1 مايو 2019 إلى 30 يونيو 2020؛ الرياضيون الذين حققوا المعايير التأهيلية خلال تلك الفترة كانوا لا يزالون مؤهلين، ولكن هؤلاء الذين يستخدمون التصنيفات العالمية لن يتمكنوا من احتساب الأداءات خلال تلك الفترة. يمكن الحصول على معايير الأوقات التأهيلية في لقاءات متنوعة خلال الفترة المحددة التي تحصل على موافقة الاتحاد الدولي لألعاب القوى. فقط اللقاءات الخارجية كانت مؤهلة للسباقات القصيرة والحواجز القصيرة، بما في ذلك 100 متر. قد يتم احتساب أحدث البطولات القارية في التصنيف، حتى لو لم تكن خلال فترة التأهيل.
يمكن للجان الأولمبية الوطنية أيضاً استخدام مكانها العالمي - يمكن لكل لجنة أولمبية وطنية دخول رياضية واحدة بغض النظر عن الزمن إذا لم يكن لديهم رياضية تفي بمعيار دخول في حدث ألعاب القوى - في سباق 100 متر.

## صيغة المنافسة
استمر الحدث في استخدام صيغة التصفيات بالإضافة إلى ثلاث جولات رئيسية التي تم تقديمها في 2012. الرياضيون الذين لم يستوفوا معيار التأهيل (أي تم إدخالهم من خلال أماكن العالمية) سيتنافسون في التصفيات؛ أولئك الذين استوفوا المعيار بدأوا في الجولة الأولى.

## الأرقام القياسية
قبل هذه البطولة، كانت الأرقام القياسية العالمية والإقليمية كما يلي:
| الرقم القياسي العالمي  | فلورنس غريفيث جوينر (USA) | 10.49 s | إنديانابوليس، الولايات المتحدة | 16 يوليو 1988  |
| الرقم القياسي الأولمبي | فلورنس غريفيث جوينر (USA) | 10.62 s | سول، كوريا الجنوبية            | 24 سبتمبر 1988 |
| أفضل رقم في الموسم     | شيلي آن فريزر (JAM)       | 10.63 s | كينغستون، جامايكا              | 5 يونيو 2021   |

| المنطقة                                       | الوقت (ثانية) | الرياح | العداءة             | البلد            |
| --------------------------------------------- | ------------- | ------ | ------------------- | ---------------- |
| أفريقيا (رقم قياسي)                           | 10.78         | +1.6   | مورييل أهوري        | ساحل العاج       |
| آسيا (رقم قياسي)                              | 10.79         | +0.0   | لي شوي مي           | الصين            |
| أوروبا (رقم قياسي)                            | 10.73         | +2.0   | كرستين أرون         | فرنسا            |
| أمريكا الشمالية والوسطى والكاريبي (رقم قياسي) | 10.49 WR      | +0.0   | فلورنس غريفيث جوينر | الولايات المتحدة |
| أوقيانوسيا (رقم قياسي)                        | 11.11         | +1.9   | ميليسا برين         | أستراليا         |
| أوقيانوسيا (رقم قياسي)                        | 11.11         | +0.0   | دينيس روبرتسون      | أستراليا         |
| أمريكا الجنوبية (رقم قياسي)                   | 10.91         | -0.2   | روزانجيلا سانتوس    | البرازيل         |

تم تسجيل الأرقام القياسية التالية خلال المنافسة:
| التاريخ  | الحدث   | العداءة      | البلد   | الوقت | الرقم القياسي    |
| -------- | ------- | ------------ | ------- | ----- | ---------------- |
| 31 يوليو | النهائي | إلين ثومبسون | جامايكا | 10.61 | رقم قياسي أولمبي |

في النهائي، حطمت إلين طومسون-هيرا الرقم القياسي الأولمبي الجديد، محسنًة زمن جريفيث جوينر لعام 1988 بـ 0.01 ثانية. كان هذا الرابع من حيث الأقدمية في الأرقام القياسية الأولمبية في ألعاب القوى.
تم إقامة الأرقام الوطنية التالية خلال المنافسة:
| البلد      | العداءة           | الجولة             | الوقت | ملاحظات |
| ---------- | ----------------- | ------------------ | ----- | ------- |
| أفغانستان  | كاميا يوسف        | التصفيات التمهيدية | 13.29 |         |
| مالاوي     | أسيمينيا سيمواكا  | التصفيات التمهيدية | 11.76 |         |
| مالاوي     | أسيمينيا سيمواكا  | الجولة الأولى      | 11.68 |         |
| فلسطين     | هناء بركات        | التصفيات التمهيدية | 12.16 |         |
| سويسرا     | موجينجا كامبوندجي | الجولة الأولى      | 10.95 |         |
| سويسرا     | آيلا ديل بونتي    | الجولة الأولى      | 10.91 |         |
| ساحل العاج | ماري-جوزيه تا لو  | الجولة الأولى      | 10.78 | AR      |
| غامبيا     | جينا باس          | الجولة الأولى      | 11.12 |         |
| جامايكا    | إلين ثومبسون      | الجولة النهائية    | 10.61 | ر.أ     |

## الجدول الزمني
جميع الأوقات هي توقيت اليابان (UTC+9)
أقيم سباق 100 متر للسيدات على مدى يومين متتاليين.
| التاريخ               | الوقت       | الجولة              |
| --------------------- | ----------- | ------------------- |
| الجمعة، 30 يوليو 2021 | 9:00 19:00  | التصفيات الجولة 1   |
| السبت، 31 يوليو 2021  | 19:00 21:50 | نصف النهائي النهائي |

## النتائج

### التصفيات
تضمنت الجولة التمهيدية من المنافسة الرياضيين الذين لم يحققوا الزمن المؤهل المطلوب للحدث. حصل الرياضيون الذين حققوا ذلك الزمن على إعفاء لدخول الجولة الأولى الفعلية.
| المركز | العداءة                       | الفريق           | الزمن    | ملاحظات |
| ------ | ----------------------------- | ---------------- | -------- | ------- |
| 1      | بول تشيليمو                   | الولايات المتحدة | 13:37.40 | Q       |
| 2      | محمد أحمد (عداء مسافات طويلة) | كندا             | 13:37.95 | Q       |
| 3      | بور بويكا                     | إثيوبيا          | 13:38.45 | Q       |
| 4      | روبن غارسيا                   | إسبانيا          | 13:39.50 | q       |
| 5      | يوسف كلايارا                  | البحرين          | 13:40.10 |         |

```

#### الجولة التأهيلية 1
| الترتيب | المسار | العداءة             | الدولة           | رد الفعل         | الزمن | ملاحظات |
| ------- | ------ | ------------------- | ---------------- | ---------------- | ----- | ------- |
| 1       | 6      | ناتاشا نغوي أكامابي | جمهورية الكونغو  | 0.124            | 11.47 | Q، SB   |
| 2       | 8      | مارغريت فانيسا باري | سيراليون         | 0.142            | 11.53 | Q، SB   |
| 3       | 5      | أميا كلارك          | سانت كيتس ونيفيس | 0.155            | 11.67 | Q       |
| 4       | 9      | ديجينبو دانتي       | مالي             | 0.169            | 12.12 | SB      |
| 5       | 1      | هديل عبود           | ليبيا            | 0.126            | 12.70 | PB      |
| 6       | 2      | بشاير عبيد المنوري  | قطر              | 0.142            | 13.12 | PB      |
| 7       | 7      | كاميا يوسف          | أفغانستان        | 0.157            | 13.29 | NR      |
| 8       | 3      | ألبا مبو انشاما     | غينيا الاستوائية | 0.148            | 13.36 | PB      |
| 9       | 4      | اميد إلنا           | جزر القمر        | 0.161            | 14.30 | PB      |
|         |        |                     |                  | الرياح: +0.3 م/ث |       |         |

#### التصفية التمهيدية 2

التصفية 2

فرزانه فصیحی بعد الفوز بالسباق 2

| الترتيب | الحارة | اللاعب              | الدولة         | رد الفعل       | الزمن | ملاحظات |
| ------- | ------ | ------------------- | -------------- | -------------- | ----- | ------- |
| 1       | 3      | فرزانه فصیحی        | إيران          | 0.142          | 11.76 | Q       |
| 2       | 8      | أزرين نبيلة إلياس   | ماليزيا        | 0.168          | 11.77 | Q، PB   |
| 3       | 4      | مضاوي الشمري        | الكويت         | 0.167          | 11.82 | Q       |
| 4       | 5      | ريجين توغادي-واتسون | غوام           | 0.135          | 12.17 | SB      |
| 5       | 7      | شارلوت أفريات       | موناكو         | 0.131          | 12.35 |         |
| 6       | 9      | سيلينا فا أفي       | لاوس           | 0.170          | 12.41 | SB      |
| 7       | 6      | هسيه هسي-آن         | تايبيه الصينية | 0.171          | 12.49 | PB      |
| 8       | 2      | سارسواتي شودري      | نيبال          | 0.158          | 12.91 | SB      |
| 9       | 1      | ياسمين الدباغ       | السعودية       | 0.153          | 13.34 |         |
|         |        |                     |                | Wind: +0.5 m/s |       |         |

#### التصفية الأولية 3
| الترتيب | الحارة | اللاعب           | الدولة           | رد الفعل       | الزمن | ملاحظات |
| ------- | ------ | ---------------- | ---------------- | -------------- | ----- | ------- |
| 1       | 9      | جويلا لويد       | أنتيغوا وباربودا | 0.179          | 11.55 | Q       |
| 2       | 5      | أسميني سيمواكا   | مالاوي           | 0.164          | 11.76 | Q، NR   |
| 3       | 7      | ألفين تهيوبيروري | إندونيسيا        | 0.194          | 11.89 | Q، SB   |
| 4       | 1      | كارلا سيكلونا    | مالطا            | 0.152          | 12.11 | q       |
| 5       | 4      | هناء بركات       | فلسطين           | 0.164          | 12.16 | NR      |
| 6       | 8      | مزون العلوي      | عمان             | 0.191          | 12.35 |         |
| 7       | 3      | أيساتا دين كونتي | غينيا            | 0.157          | 12.43 | PB      |
| 8       | 6      | ماتي ستانلي      | توفالو           | 0.159          | 14.52 | PB      |
| 9       | 2      | هولي با          | موريتانيا        | 0.147          | 15.26 | PB      |
|         |        |                  |                  | Wind: +0.8 m/s |       |         |

### التصفيات
قواعد التأهل: أول 3 في كل تصفية (Q) و أسرع 3 التاليين (q) يتأهلون إلى الدور نصف النهائي.
سرعة الرياح- التصفية 1: -0.1 م/ث; التصفية 2: +0.1 م/ث; التصفية 3: -0.4 م/ث; التصفية 4: -0.3 م/ث; التصفية 5: +1.3 م/ث; التصفية 6: -0.1 م/ث; التصفية 7: -0.2 م/ث

#### التصفية 1
| الترتيب | الحارة | اللاعب              | الدولة           | رد الفعل | الزمن | ملاحظات |
| ------- | ------ | ------------------- | ---------------- | -------- | ----- | ------- |
| 1       | 5      | تيهانا دانيلز       | الولايات المتحدة | 0.136    | 11.04 | Q       |
| 2       | 4      | دينا آشر سميث       | بريطانيا العظمى  | 0.103    | 11.07 | Q       |
| 3       | 8      | مورييل أهوريه       | ساحل العاج       | 0.132    | 11.16 | Q، SB   |
| 4       | 7      | جي مانكي            | الصين            | 0.149    | 11.20 | q       |
| 5       | 6      | سالومي كورا         | سويسرا           | 0.146    | 11.25 |         |
| 6       | 9      | ماريه فان هونينستين | هولندا           | 0.158    | 11.27 | SB      |
| 7       | 2      | جويلا لويد          | أنتيغوا وباربودا | 0.173    | 11.54 |         |
| 8       | 3      | آسيمينيا سيمواكا    | مالاوي           | 0.161    | 11.68 | NR      |

#### التصفية 2
| الترتيب | الحارة | اللاعب               | الدولة           | رد الفعل | الزمن | ملاحظات |
| ------- | ------ | -------------------- | ---------------- | -------- | ----- | ------- |
| 1       | 7      | إلين ثومبسون         | جامايكا          | 0.158    | 10.82 | Q       |
| 2       | 5      | موجينجا كامبوندجي    | سويسرا           | 0.111    | 10.95 | Q، =NR  |
| 3       | 6      | تاتيانا بينتو (عداء) | ألمانيا          | 0.164    | 11.16 | Q       |
| 4       | 4      | خاميكا بينغهام       | كندا             | 0.156    | 11.21 | q       |
| 5       | 3      | روزانجيلا سانتوس     | البرازيل         | 0.180    | 11.33 | SB      |
| 6       | 9      | كيلي آن بابتيست      | ترينيداد وتوباغو | 0.150    | 11.48 |         |
| 7       | 8      | فيتوريا فونتانا      | إيطاليا          | 0.149    | 11.53 |         |
| 8       | 2      | ألفين تيوهبوري       | إندونيسيا        | 0.189    | 11.92 |         |

#### التصفية 3

جافياني أوليفر (يسار) وفرزانه فصیحی بعد الانتهاء من السباق التمهيدي الثالث

| الترتيب | الحارة | اللاعب             | الدولة           | رد الفعل | الزمن | ملاحظات |
| ------- | ------ | ------------------ | ---------------- | -------- | ----- | ------- |
| 1       | 4      | ألكساندرا بورغهارت | ألمانيا          | 0.133    | 11.08 | Q       |
| 2       | 6      | جافياني أوليفر     | الولايات المتحدة | 0.150    | 11.15 | Q       |
| 3       | 9      | آنا بونجورني       | إيطاليا          | 0.147    | 11.35 | Q       |
| 4       | 7      | رودا نجوبفو        | زامبيا           | 0.130    | 11.40 | (.394)  |
| 5       | 8      | ليانغ شياوجينغ     | الصين            | 0.159    | 11.40 | (.396)  |
| 6       | 5      | تريستان إيفلين     | باربادوس         | 0.125    | 11.42 |         |
| 7       | 3      | مارغريت باري       | سيراليون         | 0.148    | 11.45 | SB      |
| 8       | 2      | فرزانه فصیحی       | إيران            | 0.143    | 11.79 |         |

#### التصفية 4
| الترتيب | الحارة | اللاعب                | الدولة           | رد الفعل | الزمن | ملاحظات |
| ------- | ------ | --------------------- | ---------------- | -------- | ----- | ------- |
| 1       | 4      | ماري-جوزيه تا لو      | ساحل العاج       | 0.161    | 10.78 | Q، =AR  |
| 2       | 7      | داريل نيتا            | بريطانيا العظمى  | 0.107    | 10.96 | Q، PB   |
| 3       | 5      | كريستال إيمانويل      | كندا             | 0.148    | 11.18 | Q       |
| 4       | 6      | لورين بازولو          | البرتغال         | 0.134    | 11.31 |         |
| 5       | 3      | مايا ميهالينيتس زيدار | سلوفينيا         | 0.130    | 11.54 | SB      |
| 6       | 9      | أنخيلا تينوريو        | الإكوادور        | 0.137    | 11.59 |         |
| 7       | 2      | أميا كلارك            | سانت كيتس ونيفيس | 0.153    | 11.71 |         |
| -       | 8      | فيتوريا كريستينا روزا | البرازيل         | -        | DNS   | -       |

#### التصفية 5
| الترتيب | الحارة | اللاعب                       | الدولة  | رد الفعل | الزمن | ملاحظات |
| ------- | ------ | ---------------------------- | ------- | -------- | ----- | ------- |
| 1       | 4      | شيلي آن فريزر                | جامايكا | 0.128    | 10.84 | Q       |
| 2       | 5      | أيلا ديل بونتي               | سويسرا  | 0.131    | 10.91 | Q، NR   |
| 3       | 6      | نزوبتشي جريس نووكوتشا        | نيجيريا | 0.161    | 11.00 | Q، PB   |
| 4       | 7      | جينا باس                     | غامبيا  | 0.134    | 11.12 | q، NR   |
| 5       | 2      | رافائيلا سبانوذاكي-هاتزيريغا | اليونان | 0.133    | 11.45 |         |
| 6       | 8      | إينا إيفتيموفا               | بلغاريا | 0.145    | 11.46 |         |
| 7       | 9      | دوتي تشاند                   | الهند   | 0.148    | 11.54 |         |
| 8       | 3      | كارلا شيكلونا                | مالطا   | 0.178    | 12.16 |         |

#### المجموعة 6
| الترتيب | الحارة | اللاعب                 | الدولة          | رد الفعل | الزمن | ملاحظات |
| ------- | ------ | ---------------------- | --------------- | -------- | ----- | ------- |
| 1       | 7      | بليسينغ أوكاغباري      | نيجيريا         | 0.147    | 11.05 | Q       |
| 2       | 5      | أشا فيليب              | بريطانيا العظمى | 0.110    | 11.31 | Q       |
| 3       | 6      | تينايا غايثير          | جزر البهاما     | 0.141    | 11.34 | Q       |
| 4       | 9      | كريستسينا تسيمانوسكايا | بيلاروس         | 0.149    | 11.47 |         |
| 5       | 8      | ماريا إيزابيل بيريز    | إسبانيا         | 0.151    | 11.51 |         |
| 6       | 3      | ناتاشا نغوي أكامابي    | جمهورية الكونغو | 0.137    | 11.52 |         |
| 7       | 2      | أزرين نبيلة إلياس      | ماليزيا         | 0.173    | 11.91 |         |

#### التصفية 7
| الترتيب | الحارة | اللاعب         | الدولة           | رد الفعل | الزمن | ملاحظات |
| ------- | ------ | -------------- | ---------------- | -------- | ----- | ------- |
| 1       | 6      | ميشيل-لي آه يي | ترينيداد وتوباغو | 0.123    | 11.06 | Q       |
| 2       | 5      | شيريكا جاكسون  | جامايكا          | 0.170    | 11.07 | Q       |
| 3       | 7      | جينا برانديني  | الولايات المتحدة | 0.148    | 11.11 | =SB، Q  |
| 4       | 8      | ديانا فايسمان  | إسرائيل          | 0.132    | 11.27 | SB      |
| 5       | 4      | هانا باسيك     | أستراليا         | 0.147    | 11.32 |         |
| 6       | 2      | وي يونغلي      | الصين            | 0.174    | 11.48 | SB      |
| 7       | 9      | ياسمين أبرامز  | غيانا            | 0.148    | 11.49 |         |
| 8       | 3      | مضاوي الشمري   | الكويت           | 0.167    | 11.81 |         |

### نصف النهائي
قواعد التأهيل: أول 2 في كل سباق (Q) و2 الأسرع التالية (q) يتأهلون إلى النهائي.
قراءات الرياح- السباق 1: +0.0 م/ث; السباق 2: -0.2 م/ث; السباق 3: +0.3 م/ث

#### نصف النهائي 1
| الترتيب | الحارة | اللاعب               | الدولة           | رد الفعل | الزمن | ملاحظات |
| ------- | ------ | -------------------- | ---------------- | -------- | ----- | ------- |
| 1       | 4      | إلين ثومبسون         | جامايكا          | 0.157    | 10.76 | Q       |
| 2       | 6      | أيلا ديل بونتي       | سويسرا           | 0.109    | 11.01 | Q       |
| 3       | 7      | دينا آشر سميث        | بريطانيا العظمى  | 0.148    | 11.05 |         |
| 4       | 8      | جينا برانديني        | الولايات المتحدة | 0.149    | 11.11 | =SB     |
| 5       | 2      | خاميكا بينغهام       | كندا             | 0.150    | 11.22 |         |
| 6       | 3      | تاينا غيثير          | جزر البهاما      | 0.130    | 11.31 |         |
| 7       | 9      | تاتيانا بينتو (عداء) | ألمانيا          | 0.163    | 11.35 |         |
| —       | 5      | بليشينغ أوكاغبار     | نيجيريا          | —        | —     | DNS     |

ملاحظات: تم منع بليشينغ أوكاغبار من المنافسة بسبب انتهاك منشطات خارج المنافسة.

#### نصف النهائي 2
| الترتيب | الحارة | اللاعب             | الدولة           | رد الفعل | الزمن | ملاحظات   |
| ------- | ------ | ------------------ | ---------------- | -------- | ----- | --------- |
| 1       | 5      | ماري-جوزيه تا لو   | ساحل العاج       | 0.147    | 10.79 | (.784)، Q |
| 2       | 6      | شيريكا جاكسون      | جامايكا          | 0.147    | 10.79 | (.787)، Q |
| 3       | 4      | ميشيل-لي آيي       | ترينيداد وتوباغو | 0.132    | 11.00 | SB        |
| 4       | 7      | ألكساندرا بورغهارت | ألمانيا          | 0.151    | 11.07 |           |
| 5       | 9      | جافيان أوليفر      | الولايات المتحدة | 0.166    | 11.08 |           |
| 6       | 2      | كريستال إيمانويل   | كندا             | 0.149    | 11.21 |           |
| 7       | 3      | جي مانتشي          | الصين            | 0.145    | 11.22 |           |
| 8       | 8      | أشا فيليب          | بريطانيا العظمى  | 0.134    | 11.30 |           |

#### نصف النهائي 3
| الترتيب | الحارة | اللاعب               | الدولة           | رد الفعل | الزمن | ملاحظات |
| ------- | ------ | -------------------- | ---------------- | -------- | ----- | ------- |
| 1       | 5      | شيلي آن فريزر        | جامايكا          | 0.136    | 10.73 | Q       |
| 2       | 7      | موجينجا كامبوندجي    | سويسرا           | 0.128    | 10.96 | Q       |
| 3       | 6      | تيانا دانيلز         | الولايات المتحدة | 0.144    | 10.98 | q، PB   |
| 4       | 4      | داريل نيتا           | بريطانيا العظمى  | 0.135    | 11.00 | q       |
| 5       | 9      | نزوبتشي جريس نوكوتشا | نيجيريا          | 0.142    | 11.07 |         |
| 6       | 2      | جينا باس             | غامبيا           | 0.140    | 11.16 |         |
| 7       | 8      | مورييل أهور          | ساحل العاج       | 0.124    | 11.28 |         |
| 8       | 3      | آنا بونجورني         | إيطاليا          | 0.159    | 11.38 |         |

### النهائي
سوعة الرياح: -0.6 متر/الثانية
| الترتيب | الحارة | اللاعب            | الدولة           | رد الفعل | الزمن | ملاحظات |
| ------- | ------ | ----------------- | ---------------- | -------- | ----- | ------- |
| الأول   | 4      | إلين ثومبسون      | جامايكا          | 0.150    | 10.61 | OR، NR  |
| الثاني  | 5      | شيلي آن فريزر     | جامايكا          | 0.139    | 10.74 |         |
| الثالث  | 7      | شيريكا جاكسون     | جامايكا          | 0.152    | 10.76 | PB      |
| 4       | 6      | ماري-جوزيه تا لو  | ساحل العاج       | 0.158    | 10.91 |         |
| 5       | 8      | إيلا ديل بونتي    | سويسرا           | 0.129    | 10.97 |         |
| 6       | 9      | موجينجا كامبوندجي | سويسرا           | 0.138    | 10.99 |         |
| 7       | 3      | تيانا دانييلز     | الولايات المتحدة | 0.144    | 11.02 |         |
| 8       | 2      | داريل نيتا        | بريطانيا العظمى  | 0.108    | 11.12 |         |